# سالن فجر ساوه
سالن فجر ساوه از سالن‌های ورزشی سرپوشیده ایران است که در سال ۷۲ در  شهر ساوه بنا شده‌ است. این سالن ورزشی با گنجایش ۲۵۰۰ نفری میزبانی شن سا  باشگاه فوتسال شهرداری ساوه و باشگاه سن ایچ ساوه در لیگ برتر فوتسال ایران را بر عهده دارد.
این سالن به پاس بزرگداشت اسطوره فوتسال ایران و ساوه ( حسین شمس  ) در تاریخ سیزدهم شهریور سال ۹۹ تغییر نام داد.